# كيرك وونغ
كيرك وونغ (بالصينية: 黃志强) هو مخرج وممثل صيني، ولد في 28 مارس 1949 بهونغ كونغ في الصين.

## وصلات خارجية
- كيرك وونغ على موقع IMDb (الإنجليزية)
- كيرك وونغ على موقع ألو سيني (الفرنسية)
- كيرك وونغ على موقع أول موفي (الإنجليزية)
- كيرك وونغ على موقع قاعدة بيانات الفيلم (الإنجليزية)
- كيرك وونغ على موقع كينوبويسك (الروسية)